# Shanna Collins
Shanna Dophalene Collins (* 10. Juni 1983 in Dallas, Texas) ist eine US-amerikanische Schauspielerin.

## Karriere
Shanna Collins hatte Rollen in zahlreichen Fernsehserien wie zum Beispiel Wildfire, Criminal Minds, Close to Home, oder CSI: Miami. 2005 spielte sie im Thriller-Action-Science-Fiction-Kriegsfilm Krieg der Welten – neben Tom Cruise, Dakota Fanning, Tim Robbins und Morgan Freeman – die Rolle eines Teenagers. 2007 spielte sie im Horror-Psychothriller Sublime – neben Thomas Cavanagh, Kathleen York und Paget Brewster – die Rolle der Cloe. 2012 spielte sie im Horror-Thriller Breaking the Girl – neben Madeline Zima und Agnes Bruckner – die Rolle der Brooke.

## Filmografie (Auswahl)
- 2004: Medical Investigation (Fernsehserie, 1 Episode)
- 2004: Veronica Mars (Fernsehserie, 1 Episode)
- 2005: Krieg der Welten (War of the Worlds)
- 2005: Wildfire (Fernsehserie, 5 Episoden)
- 2005: Chandler Hall
- 2005: Criminal Minds (Fernsehserie, 1 Episode)
- 2006: Malcolm mittendrin (Malcom in the Middle, Fernsehserie, 1 Episode)
- 2006: Close to Home (Fernsehserie, 1 Episode)
- 2006: Death Row (Fernsehfilm)
- 2006: Medium – Nichts bleibt verborgen (Medium, Fernsehserie, 1 Episode)
- 2007: Without a Trace – Spurlos verschwunden (Without a Trace, Fernsehserie, 1 Episode)
- 2007: Sublime
- 2007: Standoff (Fernsehserie, 1 Episode)
- 2007: On the Doll
- 2008: Loaded
- 2008: Swingtown (Fernsehserie, 13 Episoden)
- 2008: Molly Hartley – Die Tochter des Satans (The Haunting of Molly Hartley)
- 2008: CSI: Miami (Fernsehserie, 1 Episode)
- 2009: Hawthorne (Fernsehserie, 1 Episode)
- 2009: Castle (Fernsehserie, 1 Episode)
- 2010: In My Sleep
- 2011: Cinema Verite (Fernsehfilm)
- 2012: Sassy Pants
- 2012: Wild Beasts (Breaking the Girls)
- 2013: Major Crimes (Fernsehserie, 1 Episode)
- 2014: CSI: NY (Fernsehserie, 1 Episode)
- 2014: Masters of Sex (Fernsehserie, 1 Episode)
- 2014: Bones – Die Knochenjägerin (Bones, Fernsehserie, 1 Episode)
- 2017: Navy CIS: L.A. (Fernsehserie, 1 Episode)
- 2018: Die kleine Meerjungfrau (The Little Mermaid)
- 2020: Anastasia – Once Upon a Time